# Tore Cervin
Tore Bertil "Jokern" Cervin, född 2 augusti 1950 i Möllevångens församling, Malmö är en svensk före detta fotbollsspelare.
Cervin spelade i allsvenskan för Malmö FF (1972-1980) och gjorde sammanlagt 258 A-lagsmatcher för klubben. Han med var med i det MFF-lag som nådde finalen i Europacupen för mästarlag 1979. Insatsen i Europacupen belönades med Svenska Dagbladets guldmedalj tillsammans med resten av laget. 
Cervin började spela fotboll först när han var 20 år. Två år senare (1972) debuterade Tore Cervin i allsvenskan, hemma mot Djurgården. Han vann tre SM-guld (1974, 1975, 1977). 1975 fick Tore Cervin göra sin första landskamp. Det var mot Danmark i Malmö i ett landslag som innehöll sex MFF:are.  Han spelade 4 A-landskamper för Sveriges fotbollslandslag och gjorde ett landskampsmål. År 1980 avslutade Cervin sin spelarkarriär i MFF när han fick ett proffsanbud från Toronto. Han återvände efter en säsong i Toronto Blizzard Rosters  till Sverige där han blev spelande tränare för Limhamns IF 1982-1983. Därefter spelade han 1984-1985 för Helsingborgs IF (18 matcher), och avslutade sedan sin karriär som spelare. Han har därefter fortsatt med olika tränaruppdrag för Limhamns IF och MFF.
Han spelade "Lillen" i TV-serien om Åshöjdens BK.

## Källhänvisningar
1. ↑  transfermarkt.com, transfermarkt.com spelar-ID: 244553, läst: 9 oktober 2017.[källa från Wikidata]
2. ↑  Sveriges befolkning
1990:
Servin, Tore Bertil
3. ↑  Tobias Johannesson, Så lever MFF:s Europahjältar i dag, Expressen, 29 maj 2009.
4. 1 2  Johansson, Magnus (2009-04-25): ”Vägen till München: "Var det inte du som var uppe i snödrivan?"”. svenskafans.com. Läst 27 mars 2015.
5. 1 2 3  Tore Cervin i Landskampsdatabasen på Svenska Fotbollförbundets hemsida.
6. ↑  Toronto Blizzard Rosters på North American Soccer League Jerseys.
7. 1 2  Andreas Holm, MFF-Real Madrid: Vi hade ett fantastiskt gäng, Lokaltidningen Malmö Limhamn, 30. september 2015.
8. ↑  Tore Cervin på IMDb.